# Alfred I zu Windisch-Graetz
Alfred Candidus Ferdinand, furste av Windisch-Graetz, född 11 maj 1787 i Bryssel, död 21 mars 1862 i Wien, var en österrikisk militär, far till Alfred II zu Windisch-Graetz.
Windisch-Graetz deltog efter 1805 i alla Österrikes krig mot Frankrike samt avancerade 1826 till generalmajor och 1833 till fältmarskalklöjtnant. Sedan 1840 kommenderande general i Böhmen betvang han i juni 1848 upproret i Prag, varunder hans maka blev skjuten i sitt rum och en son svårt sårad.
Sedan Windisch-Graetz därefter som fältmarskalk fått befälet över alla utom Italien stående österrikiska trupper, ryckte han i oktober samma år mot det upproriska Wien, hindrade genom striden vid Schwechat (30 oktober) ungrarna att räcka staden handen, tvang denna följande afton efter en hel dags beskjutning att ge sig och vände sig därefter (i december) mot ungrarna.
Det på det hela taget lama sätt, på vilket kriget fördes (nederlag vid Gödöllö 6 april 1849 och återtåg), ledde till Windisch-Graetzs avlägsnande från befälet (april samma år). Under italienska kriget 1859 avgick Windisch-Graetz i en beskickning till Berlin och utnämndes samma år till guvernör i förbundsfästningen Mainz. På Windisch-Graetz uppdrag utgavs 1851 Der Winterfeldzug 1848-49 in Ungarn, ett viktigt bidrag till detta krigs historia.